# 战争英雄
战争英雄（英文：The Battle）是美国科幻电视剧星际旅行：下一代的第一季第九集。在这一集中，联邦星舰企業號接到了驶入指定地点与要求会面的佛瑞吉人进行联系的任务。但企业号已经抵达目的地三天了，发出了许多信号，但佛瑞吉的回复皆为“原地等候，企业号”，这样的情形也让企业号的船员有着不好的预感。

## 剧情
佛瑞吉人对星际联邦发出信息要求进行联络，星际联邦派出联邦星舰企業號执行这项工作。企业号抵达了指定地点，不断地发出联络信号，但佛瑞吉人的回复却全是“原地等候，企业号”。舰长突然患上在24世纪十分罕见的疾病——头痛，本来是十分普通的疾病，但是貝芙莉·克拉夏医生都无法知道原因，只好让舰长随时进行检查。
这时，唯利是图的佛瑞吉人竟提出要送给企业号一艘星舰，这艘星舰与舰长还有渊源，是他第一艘指挥的星舰，但不幸的是，这艘星舰在十多年前的一张遭遇战中损坏严重，无法继续使用，便被人们弃在太空中。舰长登上了这艘星舰，还带回了一些当年留在船上的个人物品，可是头痛的毛病却越来越重，无论如何检查都查不到原因。这时，发现了一个令人震惊的私人日志，该日志记录了舰长十多年前指挥这艘废弃星舰时打的那场遭遇战，日志上说对方那艘未知星舰并没有先开火，而是先进行的攻击。声称自己没有记录过这篇日志，而后的分析也证实了这篇日志是伪造的。
舰长的头痛变得越来越严重，甚至在这艘废弃星舰中发生错觉，仿佛回到了十几年前指挥战斗的时候。并将企业号幻想成了敌人。这时佛瑞吉星舰的舰长突然出现，原来十多年前的战斗正是由他的儿子指挥的，而战胜了他的儿子，并摧毁了他儿子的星舰，他的儿子也随之死去。他将这一切都怪罪于，而的头痛也是因为佛瑞吉舰长违规使用了洗脑仪。在紧要关头，佛瑞吉星舰内部出现了内讧，其大副认为舰长所作的一切只是为了复仇，无利可图，便弹劾了舰长，并与企业号和解。就这样，企业号带着废弃星舰回到了星际联邦。